# 菊池和澄
菊池 和澄（きくち あすみ、1999年1月10日 - ）は、日本の女優である。茨城県出身。アミューズ、アノレ、ヒラタオフィスを経て、MUKUに所属。

## 出演

### テレビドラマ
- 炎神戦隊ゴーオンジャー 第24・34話（2008年8月3日・10月12日、テレビ朝日） - 楼山早輝（幼少期） 役
- スミレ16歳!! 第5話 - 第7話（2008年5月12日 - 25日、BSフジ） - 塚本水樹（少女期） / 大山蓮華（少女期） 役
- 相棒 Season 7 第11話（2009年1月14日、テレビ朝日） - 藤堂亜里沙 役
- オトコマエ! 2 第2話（2009年9月12日、NHK） - なつめ（少女期） 役
- 連続テレビ小説
  - ゲゲゲの女房（2010年3月29日 - 9月25日、NHK） - 飯田布美枝（7歳） / 村井藍子（9歳） 役
  - 虎に翼（2024年6月・8月15日 - 9月26日、NHK） - 田沼（猪爪）玲美 役[2]
- 天装戦隊ゴセイジャー 第11話（2010年4月25日、テレビ朝日） - みく 役
- パーフェクト・リポート 第5話（2010年11月14日、フジテレビ） - 佐伯優 役
- スクール!!（2011年1月16日 - 3月20日、フジテレビ） - 白石和澄 役
- 謎解きはディナーのあとで 第9話 - 最終話（2011年12月13日 - 20日、フジテレビ） - 天道里美 役
- 贖罪（2012年1月8日 - 2月5日、WOWOW） - 高野晶子（15年前） 役
- 家族のうた 第5話（2012年5月13日、フジテレビ） - 菊池美結 役
- 金曜プレステージ 山村美紗サスペンス 赤い霊柩車31（2013年4月19日、フジテレビ） - 岡田鈴子 役
- Woman 第4話（2013年7月24日、日本テレビ） - 内村紗香 役
- アリスの棘（2014年4月11日 - 6月13日、TBS） - 14歳の明日美 役
- 俺のスカート、どこ行った?（2019年4月20日 - 、日本テレビ） - 茂木朱里 役[3]
- さまよう刃 （2021年、WOWOW）
- あらばしり 第6話・第7話（2025年2月14日・21日、読売テレビ） - 和香 役[4]

### 配信ドラマ
- smash.オリジナルドラマシリーズ「スマホラー：110番する」 （2021年、smash.）
- 十角館の殺人（2024年3月22日、Hulu） - 中村千織 役[5][6]

### CM
- 読売新聞（2007年1月 - ）
- 花王 サクセス 薬用バイタルチャージ（2008年3月 - ）
- 東京ガス
- トヨタ自動車
- ECCジュニア
- マクドナルド ハッピーセット スマイルポンプ（2010年）

### 映画
- キラー・ヴァージンロード（2009年9月12日、東宝、監督・岸谷五朗）
- 贖罪（2012年、監督・黒沢清） - 高野晶子（15年前） 役[注 1]
- 線引き（2018年、監督・須田麻里江、短編作品） - 主演・村田沙耶 役[7]
- メタモルフォーゼの縁側（2022年6月17日、日活、監督・狩山俊輔） - ちまき 役[8][9]

### 舞台
- 「ブルーピリオド」The Stage （2022年3月25日 - 4月3日、天王洲 銀河劇場） - 森まる 役
- 心霊探偵八雲 思考のバイアス （2023年3月2日 - 3月21日、Mixalive TOKYO Theater Mixa） - 亜紀 役
- ミュージカル「カラフル」 （2023年7月22日 - 8月6日、世田谷パブリックシアター 他） - 桑原ひろか 役